# Provincia di Huaytará
La provincia di Huaytará è una provincia del Perù, situata nella regione di Huancavelica.
Fondata il 26 novembre del 1984 ha per capitale Huaytará. 
Confina a nord con le province di Castrovirreyna, Angaraes e Huancavelica, a ovest con la regione di Ica, a est con la regione di Ayacucho e a sud con la regione di Ica.
Sindaco (alcalde) (2007-2010): Raúl Paredes Mantari

## Superficie e popolazione
- 6 458,39 km²
- 28 129 abitanti (inei2005)

## Geografia antropica

### Suddivisioni amministrative
È divisa in 16 distretti:
- Ayaví
- Córdova
- Huayacundo Arma
- Huaytará
- Laramarca
- Ocoyo
- Pilpichaca
- Querco
- Quito-Arma
- San Antonio de Cusicancha
- San Francisco de Sangayaico
- San Isidro
- Santiago de Chocorvos
- Santiago de Quirahuara
- Santo Domingo de Capillas
- Tambo

## Festività
- 1 -2 gennaio: Bambino Callaocarpino
- Marzo: semana santa
- Luglio: Santiago apostol